# 薰香花朵凛然綻放
《薰香花朵凛然綻放》是三香見坂所創作的日本漫畫，2021年10月21日起於講談社旗下網絡漫畫平台Magazine Pocket上連載。截至2025年7月，累積發行逾560萬冊。
2022年在講談社主辦由全國書店店員投票遴選「有趣且值得推薦的漫畫作品」的獎項「講談社真心推薦！漫畫展2022（日语：講談社ガチ！マンガフェア2022）」榜上有名，下一部人氣漫畫大賞2022網絡漫畫類別第6位、第6屆（2022年）蔦屋漫畫票選大獎第2位、全國書店店員推薦漫畫2023第7位，本作男主角紬凛太郎在2023年度「Magademy Award（マガデミー賞）」獎項獲頒主演男優賞。本作入圍2024年電子漫畫大賞（電子漫畫大獎）（みんなが選ぶ!!電子コミック大賞）男性部門提名名單，於第47屆、第48屆、第49屆講談社漫畫賞均入圍少年部門但未獲獎。
改編電視動畫於2025年7月播出。

## 角色列表
除另有說明，聲的部分皆為電視動畫版的聲優。

### 主要角色
紬凛太郎（聲：中山祥德／內田雄馬（宣傳片））
千鳥高中2年級生。他戴著金色耳環，身材高大，外表硬朗，很容易被別人誤會，甚至連第一次見到他的人都會避開他，但他實際上是一個不錯的年輕人，性格善良。家裡開蛋糕店，偶爾會幫忙。和薰子告白後兩人開始交往。
和栗薰子（聲：井上穗乃花／和氣杏未（宣傳片））
桔梗學園2年級生。她暗地裡對在蛋糕店幫忙的凛太郎有感情，是少有不害怕看起來像不良少年的凛太郎的人之一。她熱愛美食，是凛太郎父母經營的蛋糕店的常客。雖然就讀於以女校而聞名的桔梗學園，但她出身於普通家庭，並以獎學金生的身份進入桔梗學園就讀，還靠打工賺取吃蛋糕的零用錢。保持名列前茅的成績，是為了維持獎學金學生的身份，也是為了自己的尊嚴。和凛太郎告白後兩人開始交往。
宇佐美翔平（聲：戶谷菊之介）
凛太郎的同學兼朋友。雖然他的成績不是很好，但對朋友非常盡心。他常說一些讓人難以解讀情緒的事情，但無論好壞，他的話語都會讓每個人都發笑，是個情緒製造者。
依田絢斗（聲：石橋陽彩）
凛太郎的同學兼朋友。風度翩翩，具有出色的洞察力，體育和打架特別好。
夏澤朔（聲：內山昂輝）
凛太郎的同學兼朋友。雖然個性冷靜，但當他的朋友被人說壞話時，他就會變得很激烈。成績好但不怎麼會教人。
保科昴（聲：山根綺）
薰子的好友，桔梗學園的學生，小時候因一些事而害怕男生。

## 出版書籍
| 卷數 | 講談社        | 講談社                 | 東立出版社     | 東立出版社                                                  |
| 卷數 | 發售日期      | ISBN                   | 發售日期       | ISBN                                                        |
| ---- | ------------- | ---------------------- | -------------- | ----------------------------------------------------------- |
| 1    | 2022年3月9日  | ISBN 978-4-06-526609-0 | 2022年10月28日 | ISBN 978-957-26-9977-5                                      |
| 2    | 2022年5月9日  | ISBN 978-4-06-527851-2 | 2024年4月12日  | ISBN 978-626-360-195-6                                      |
| 3    | 2022年7月8日  | ISBN 978-4-06-528386-8 | 2024年9月30日  | ISBN 978-626-372-538-6                                      |
| 4    | 2022年9月9日  | ISBN 978-4-06-529144-3 | 2025年1月3日   | ISBN 978-626-02-3238-2                                      |
| 5    | 2022年11月9日 | ISBN 978-4-06-529641-7 | 2025年5月9日   | ISBN 978-626-02-3239-9                                      |
| 6    | 2023年1月6日  | ISBN 978-4-06-530334-4 | 2025年5月26日  | ISBN 978-626-02-4468-2                                      |
| 7    | 2023年3月9日  | ISBN 978-4-06-530959-9 | 2025年6月26日  | ISBN 978-626-02-4469-9                                      |
| 8    | 2023年5月9日  | ISBN 978-4-06-531601-6 | 2025年7月21日  | ISBN 978-626-02-5124-6（首刷限定版） ISBN 978-626-02-4470-5 |
| 9    | 2023年8月8日  | ISBN 978-4-06-532607-7 | 2025年9月30日  | ISBN 978-626-02-5354-7                                      |
| 10   | 2023年11月9日 | ISBN 978-4-06-533508-6 |                |                                                             |
| 11   | 2024年1月9日  | ISBN 978-4-06-534168-1 |                |                                                             |
| 12   | 2024年4月9日  | ISBN 978-4-06-535156-7 |                |                                                             |
| 13   | 2024年7月9日  | ISBN 978-4-06-536120-7 |                |                                                             |
| 14   | 2024年10月8日 | ISBN 978-4-06-537044-5 |                |                                                             |
| 15   | 2025年1月8日  | ISBN 978-4-06-538053-6 |                |                                                             |
| 16   | 2025年4月9日  | ISBN 978-4-06-539040-5 |                |                                                             |
| 17   | 2025年6月9日  | ISBN 978-4-06-539745-9 |                |                                                             |
| 18   | 2025年8月7日  | ISBN 978-4-06-540356-3 |                |                                                             |

## 電視動畫
2024年9月宣布改編電視動畫，於2025年7月播出。

### 製作人員
- 原作：三香見坂（日语：三香見サカ）
- 導演：黑木美幸
- 准導演：山口智（日语：山口智 (アニメーター)）
- 劇本統籌：山崎莉乃
- 系列演出：都築遙
- 人物設定、總作畫監督：德岡紘平
- 副人物設定、服裝設計：梅下麻奈未
- 蛋糕設計：田村恭穗
- 道具設計：吉田優子
- 美術監督：
- 美術設定：塩澤良憲
- 色彩設計：橫田明日香
- 攝影監督：長瀨由起子
- 3D導演：渡邊啟太
- 2D設計：Stereotype
- 剪輯：新居和弘
- 音響監督：濱野高年（日语：濱野高年）
- 音響製作：Magic Capsule（日语：マジックカプセル）
- 音樂：原田萌喜
- 音樂製作：Aniplex
- 音樂製作人：山內真治（日语：山内真治）
- 總製作人：瓜生恭子、福島祐一（日语：福島祐一）
- 製作人：堀祥子、大和雅惠、長嶺利江子、大和田智之（日语：大和田智之）、小笠原由記、田中健吾
- 動畫製作人：辻俊一
- 動畫製作：CloverWorks[1]
- 製作：「薰香花朵凛然綻放」製作委員會（Aniplex、講談社、TOKYO MX、CloverWorks、BS11、Movic（日语：ムービック）、丸井集團）

### 主題曲
片頭曲
演唱、作詞、作曲、編曲：木谷龍也
片尾曲
演唱、作詞、作曲：汐れいら，編曲：上口浩平

### 各话列表
| 话数  | 标题          | 剧本       | 分镜             | 演出     | 作画监督                                                             | 首播日期      |
| ----- | ------------- | ---------- | ---------------- | -------- | -------------------------------------------------------------------- | ------------- |
| 第1话 | 凜太郎和薰子  | 山崎莉乃   | 黑木美幸         | 黑木美幸 | 德岡紘平、梅下麻奈未                                                 | 2025年 7月6日 |
| 第2話 | 千鳥和桔梗    | 山崎莉乃   | 都築遙           | 都築遙   | 小泉初榮、河合拓也                                                   | 7月13日       |
| 第3話 | 善良的人      | 加藤穗乃伽 | 山口智           | 山口智   | 山口智                                                               | 7月20日       |
| 第4話 | 心的溫度      | 山崎莉乃   | 黑木美幸         | 有本二郎 | 山名秀和、張昀、林珠銀、井嶋慶子、森藤希子                           | 7月27日       |
| 第5話 | 開始的預感    | 山崎莉乃   | 黑木美幸、岡亮佑 | 岡亮佑   | 川崎玲奈、山岸葵、永井奈、日下部智津子                               | 8月3日        |
| 第6話 | 很討厭 很喜歡 | 山崎莉乃   | 加藤誠           | 加藤誠   | 梅下麻奈未                                                           | 8月10日       |
| 第7話 | 帥氣的男人    | 山崎莉乃   | 山口智、高橋秀明 | 高橋秀明 | 山口智、川上大志、關口亮輔、林珠銀、大久保洸太郎、川口千里、吉田優子 | 8月17日       |

### BD / DVD
| 卷數 | 發售日期           | 收錄話數      | 規格編號      | 規格編號      |
| 卷數 | 發售日期           | 收錄話數      | BD            | DVD           |
| ---- | ------------------ | ------------- | ------------- | ------------- |
| 1    | 2025年8月27日預定  | 第1話         | ANZX-17971/2  | ANZB-17971/2  |
| 2    | 2025年9月24日預定  | 第2話—第3話   | ANZX-17973/4  | ANZB-17973/4  |
| 3    | 2025年10月29日預定 | 第4話—第5話   | ANZX-17975/6  | ANZB-17975/6  |
| 4    | 2025年11月26日預定 | 第6話—第7話   | ANZX-17977/8  | ANZB-17977/8  |
| 5    | 2025年12月24日預定 | 第8話—第9話   | ANZX-17979/80 | ANZB-17979/80 |
| 6    | 2026年1月28日預定  | 第10話—第11話 | ANZX-17981/2  | ANZB-17981/2  |
| 7    | 2026年2月25日預定  | 第12話—第13話 | ANZX-17983/4  | ANZB-17983/4  |

## 備註
1. 此處的「凛」字為「凜」的異體字

## 外部連結
- 漫畫連載網站（日語）
- 漫畫官方的X（前Twitter）
- 電視動畫官方網站（日語）
- 電視動畫官方的X（前Twitter）